# Yung Libro sa Napanood Ko
Yung Libro sa Napanood Ko és una pel·lícula filipina dirigida per Bela Padilla, i produïda per Viva Communications, Inc., que s'estrenarà el 8 d'abril de l'any 2023. Yung Libro sa Napanood Ko és una de les vuit pel·lícules oficials que van competir en l'edició inaugural del 49è Festival de cinema d'estiu de Metro Manila (2023).

## Repartiment principal
El repartiment principal està integrat per,
- Bela Padilla
- Yoo Min-gon
- Boboy Garovillo
- Lorna Tolentino